# 范登麟
范登麟（1927年3月—2017年3月30日），原越南共和國軍後勤部門將領，軍銜准將。佛教徒，法名安憫（An Mẫn）。

## 生平
范登麟1927年3月出生於西貢的一個商人家庭。1946年，他畢業於西貢的法國高中，獲得半部分秀才文憑（第一部分）。

## 1975年
1975年4月30日，范登麟和他的家人從越南撤離。後來在法國巴黎定居。
2017年3月30日，范登麟在法國蒙彼利埃去世，享年90歲。